# Фонтана д'Аљи (Авелино)
Фонтана д'Аљи је насеље у Италији у округу Авелино, региону Кампанија.
Према процени из 2011. у насељу је живело 185 становника. Насеље се налази на надморској висини од 342 м.